# 후타카와촌 (시마네현)
후타카와촌(二川村)은 일본 시마네현 미노군에 설치되었던 촌이다. 현재의 마스다시의 일부에 해당한다.